# Breitenbrunn (Oberpfalz)
Breitenbrunn település Németországban, azon belül Bajorországban. Lakosainak száma 3600 fő (2023. december 31.). Breitenbrunn Berching és Dietfurt an der Altmühl községekkel határos.

## Népesség
A település népessége az elmúlt években az alábbi módon változott:
| Lakosok száma | 543  | 717  | 1999 | 2965 | 3355 | 3410 | 3427 | 3471 | 3530 | 3600 |
|               | 1875 | 1950 | 1975 | 1987 | 2012 | 2014 | 2016 | 2017 | 2021 | 2023 |